# 臺灣鐵道會社
臺灣鐵道會社，也譯作臺灣鐵路公司，是臺灣日治時期企圖在臺灣經營鐵路運輸業的公司，於1896年10月27日得到臺灣總督府的成立許可:255，後來由於集資問題而在1899年10月25日解散:254。此後臺灣鐵路的興建便正式改為官營，整併初期設立的官方組織後，由鐵道部負責縱貫鐵路的鋪設與營運。
而在該會社設立之前，還有其他人也曾計畫在臺灣創立民營鐵路公司，例如1896年4月時渡邊甚吉等人便曾提出過「臺灣鐵道會社」的申請案:106，但遭臺灣總督府給否決:107。

## 沿革

### 成立背景
清朝的臺灣鐵路在被日軍佔領接收後，雖然1895年5月21日公布的〈臺灣總督府假條例〉已經在遞信部下設有「鐵道課」，但實際上鐵路最初是由軍方的「臺灣鐵道線區司令部」所管理。後來幾經更動，民政局通信部臨時鐵道掛在1897年4月1日接管臨時臺灣鐵道隊的業務，掌管基隆到新竹的鐵路營運。
而在這段期間，日本政府已經有打算要從新竹往南繼續興建縱貫線，而雖然當時的日本已有不少民營鐵道企業，但軍方基於國防角度主張鐵道國有政策，不過由於財政因素，故改行民營方案，希望藉由民間資本來完成鐵路興建:105。此外由於當時日本官方鐵道技術人員多被民間業者以高薪挖角，故也沒有足夠的人力可派到臺灣來:105。
1895年12月14日時，臺灣工業會成員真中忠直、小野金六、森崗昌純、田中平八、橫山孫一郎等人便有集資敷設臺灣西部鐵道，但可能中途作罷:106。而後臺灣興業會在對臺灣鐵路敷設事宜進行調查後，渡邊甚吉、大倉喜八郎、橫山孫一郎等數十名臺灣興業會成員便在1896年4月向臺灣總督府提出籌組「臺灣鐵道會社」的申請，計畫用800萬圓資本興建香山到打狗的鐵路，並希望能得到官方無償撥付基隆到香山的鐵路等協助:106:224。臺灣總督府對此徵詢了臨時臺灣鐵道隊隊長山根武亮的意見，而山根武亮則認為根據增田禮作工學博士等人的調查，工程費用應該有2415萬6476圓，渡邊等人的評估與此相差太多，且日本的法律還未能適用於臺灣，日人在臺成立企業能否准用相關法令仍有問題:106。而後來臺灣總督府否決了渡邊等人的提案，但後來同是臺灣興業會成員的安場保和等人在1896年5月5日提出以1500萬的資本成立「臺灣鐵道會社」的申請，並獲通過:107。而在當時的日本，資本額約在1000萬圓上下的鐵路公司有函館鐵道（1200萬）、信尾鐵道（1000萬）等等:108。
而在臺灣鐵道會社的申請書上提到該公司計畫鋪設從臺北經新竹、苗栗、臺中、嘉義、楊厝（在今臺南市歸仁區）、鳳山到打狗（今高雄市鼓山區南部一帶）的縱貫鐵路與楊厝經臺南到安平的支線鐵路，但基於在臺開辦事業風險甚大，故請求臺灣總督府給予保護:228，例如無償撥付移交鐵道所需之官有地、清朝與日本軍方先前鋪設的鐵路、山林資源（供應枕木與其他用途所需之木材）與砂石採集場等設施，以及免除所有工程材料的進口稅，並於必要時派軍隊保護:229:107。此外若當將來要鋪設基隆到宜蘭、臺北到淡水與鳳山到恆春的鐵路時，也請求給予跟上述同樣的保護，不過若官方認為有興建必要但該公司未能即時動工，則官方可自行興辦或交由其他民間公司興建:108:229。

### 籌組過程
臺灣總督府於1896年10月27日同意安場保和等人提出的臺灣鐵道會社成立申請:243，隔年針對其保護措施發布「臺灣鐵道會社保護敕令案」、「臺灣鐵道會社鐵道鋪設用材料輸入稅免除規則」等法令:109。臺灣鐵道會社則在1897年2月22日在臺北的南洋商會內設置臨時事務所，後來臨時事務所遷到大稻埕六館街一丁目一番地，而本社事務所則設在東京麴町區有樂町一丁目五番地:244。同年（1897年）2月25日，臺灣鐵道會社創立委員向總督府申請資本額7%的利息補助，後經帝國議會審議後核定金額為17萬6250圓:109:244。5月15日，臺灣總督府給予安場保和等人命令書，要求在六個月內正式成立臺灣鐵道會社，並在取得總督許可後的次月一日起六個月內開始鐵道工程，且必須在五年內完工:109:244。除此之外，該份命令書還要求臺灣鐵道會社需要配合政府，臺灣總督府有權修改設備與路線設計，並在該公司違背此份命令書時撤換董監事會成員，且在該公司經營五十年後有權收購，業者不得拒絕:110。
然而在資金募集上，該公司卻發生了困難。原本該公司預定發行30萬股，剛開始募集時應募者達到70萬股，但1897年1月要繳交保證金時僅有7萬多股，再次募集僅達到15萬5485股，為了順利舉辦創立總會，臺灣鐵道會社請求減資為20萬股:245。得到臺灣總督許可後，臺灣鐵道會社創立委員長安場保和於1897年7月30日在東京宴客，但擔任臺灣總督府副官的海軍大尉山本正勝在宴中卻痛斥臺灣鐵路現況有如病患，認為應該解散臺灣鐵道會社，改由官方興辦鐵路:118:245。而為了籌措資金，1897年10月16日在帝國飯店舉辦招待會，邀請政商要人，但成效不佳:114。後來臺灣鐵道會社開始尋求外資，在兩次交涉未果後，於1898年3月24日與英商拜爾皮考克公司協商，希望借款150萬英鎊，雙方在該年6月時已經草擬了契約書:115:246，但是由於無法得到日本政府的擔保，因此最後臺灣鐵道會社第三次的外資引進計畫仍以失敗告終:117。

### 解散
1898年10月8日，臺灣鐵道會社國內外募資皆失敗，臺灣總督府方面也開始著手改由官方興辦鐵路:252。民政長官後藤新平向日本帝國議會提出的「臺灣事業公債法」於1899年3月22日通過後，創立委員總代表澁澤榮一於3月25日向臺灣總督府提出申請，要求收購臺灣鐵道會社已訂購的車輛設備，並補償該公司已支出的行政費、人事費與線路測量費:117。而在與官方協商並完成相關物品處分後，臺灣鐵道會社在1899年10月25日於臺灣協會內召開創立發起人總會，解散臺灣鐵道會社，次日由創立委員總代表澁澤榮一等人向臺灣總督申報臺灣鐵道會社的解散:254，之後縱貫鐵路的興建則由臺灣總督府鐵道部接手。

## 延伸閱讀
- 臺灣總督府鐵道部. . 近藤商店活版部. 1906-09-30: 407－482頁  [2013-12-01]. （原始内容存档于2013-12-03） （日语）.